# Tennys Sandgren
Tennys Sandgren, né le 22 juillet 1991 à Gallatin, est un joueur de tennis américain, professionnel depuis 2011.

## Carrière
Son prénom était celui de son arrière grand-père suédois dont le père était fan de tennis. Sa mère est née en Afrique du Sud.
Entre 2009 et 2011, il joue deux saisons pour l'Université du Tennessee.
Principalement actif dans les tournois Future puis Challenger à partir de 2013, il y a remporté quatre titres en simple (Champaign en 2013, Tempe, Savannah en 2017 et Las Vegas  en 2022) et sept en double. En 2014, une blessure à la hanche qui nécessite une opération et l'empêche de jouer pendant 6 mois et le fait plonger au-delà de la 700e place mondiale.
Il fait ses débuts sur le circuit ATP à l'occasion du tournoi de Memphis en avril 2017 où il sort des qualifications. Sa victoire sur terre battue à Savannah lui permet de remporter l'USTA Roland Garros Wild Card Challenge et de recevoir une invitation pour Roland-Garros où il perd au premier tour contre Mikhail Kukushkin. En juin, il devient le troisième joueur depuis 2000 à faire son entrée dans le top 100 sans avoir remporté un seul match sur le circuit ATP (3 défaites). Il se rattrape néanmoins à l'occasion du tournoi de Washington puisqu'il élimine Go Soeda puis Nick Kyrgios.

### 2018: révélation à l'Open d'Australie, première finale ATP et entrée dans le top 50
Lors de l'Open d'Australie 2018, pour sa première participation au tableau final du tournoi du Grand Chelem australien, il accède aux quarts de finale en battant tour à tour Jérémy Chardy, Stanislas Wawrinka (8e mondial), Maximilian Marterer au 3e tour et Dominic Thiem (5e mondial) en 1/8 de finale (6-2, 4-6, 7-64, 6-77, 6-3). Il devient le premier Américain quart de finaliste à l'Open d'Australie depuis Andy Roddick en 2010 et le troisième joueur à atteindre ce stade de la compétition à sa première participation.
Il est finaliste du Tournoi de Houston, où il s'incline au terme d'une finale serrée face à son compatriote Steve Johnson.

### 2019: Premier titre ATP et 1/8 à Wimbledon
Il commence sa saison idéalement en remportant son premier tournoi ATP sans perdre un set à Auckland contre le Britannique Cameron Norrie. Sur son parcours, il bat notamment Marco Cecchinato et Philipp Kohlschreiber.
À Wimbledon, il atteint les huitièmes de finale en battant Gilles Simon au deuxième tour (6-2, 6-3, 4-6, 3-6, 8-6) puis le 10e mondial Fabio Fognini au troisième tour (6-3, 7-612, 6-3). Il accède ensuite au 3e tour à l'US Open en battant notamment Jo-Wilfried Tsonga au premier tour (1-6, 62-7, 6-4, 7-65, 7-5).

### 2020: nouveau quart à Melbourne
À l'Open d'Australie, Tennys Sandgren vient à bout du qualifié argentin Marco Trungelliti en trois sets (6-1, 6-4, 7-5), puis se débarrasse de la tête de série no 8, l'Italien Matteo Berrettini en cinq sets (7-67, 6-4, 4-6, 2-6, 7-5). Au troisième tour, il bat son compatriote Sam Querrey 6-4, 6-4, 6-4 et retrouve le fantasque italien Fabio Fognini en huitièmes de finale, 12e joueur mondial, contre qui il s'impose en quatre sets (7-65, 7-5, 6-72, 6-4) pour accéder à un nouveau quart de finale à Melbourne. Tennys Sandgren joue contre le no 3 mondial Roger Federer. Malgré la perte du premier set 6-3, l'Américain semble se ressaisir et remporte les deux sets suivants 6-2, 6-2. Dans le quatrième set, Sandgren manque plusieurs balles de match. La décision se fait au tie-break et là encore il manque des balles de match et perd le set. Diminué physiquement, il cède logiquement le cinquième set, sur le score de 6-3.

## Palmarès

### Titre en simple messieurs
| No | Date       | Nom et lieu du tournoi | Catégorie | Dotation  | Surface    | Finaliste      | Score    |          |
| -- | ---------- | ---------------------- | --------- | --------- | ---------- | -------------- | -------- | -------- |
| 1  | 07-01-2019 | ASB Classic, Auckland  | ATP 250   | 527 880 $ | Dur (ext.) | Cameron Norrie | 6-4, 6-2 | Parcours |

### Finale en simple messieurs
| No | Date       | Nom et lieu du tournoi                                        | Catégorie | Dotation  | Surface      | Vainqueur     | Score          |          |
| -- | ---------- | ------------------------------------------------------------- | --------- | --------- | ------------ | ------------- | -------------- | -------- |
| 1  | 09-04-2018 | Fayez Sarofim & Co. US Men's Clay Court Championship, Houston | ATP 250   | 557 050 $ | Terre (ext.) | Steve Johnson | 7-62, 2-6, 6-4 | Parcours |

### Finale en double messieurs
| No | Date       | Nom et lieu du tournoi           | Catégorie | Dotation  | Surface    | Vainqueurs                | Partenaire      | Score          |          |
| -- | ---------- | -------------------------------- | --------- | --------- | ---------- | ------------------------- | --------------- | -------------- | -------- |
| 1  | 18-09-2019 | Winston-Salem Open Winston-Salem | ATP 250   | 715 955 $ | Dur (ext.) | Łukasz Kubot Marcelo Melo | Nicholas Monroe | 6-7, 6-1, 10-3 | Parcours |

## Parcours dans les tournois duGrand Chelem

### En simple
| Année | Open d'Australie | Open d'Australie | Internationaux de France | Internationaux de France | Wimbledon       | Wimbledon        | US Open         | US Open          |
| ----- | ---------------- | ---------------- | ------------------------ | ------------------------ | --------------- | ---------------- | --------------- | ---------------- |
| 2017  | —                | —                | 1er tour (1/64)          | M. Kukushkin             | —               | —                | 1er tour (1/64) | Marin Čilić      |
| 2018  | 1/4 de finale    | Chung Hyeon      | 1er tour (1/64)          | Hubert Hurkacz           | 1er tour (1/64) | Novak Djokovic   | 2e tour (1/32)  | Novak Djokovic   |
| 2019  | 1er tour (1/64)  | Y. Nishioka      | 1er tour (1/64)          | Radu Albot               | 1/8 de finale   | Sam Querrey      | 3e tour (1/16)  | D. Schwartzman   |
| 2020  | 1/4 de finale    | Roger Federer    | 2e tour (1/32)           | Daniel Elahi Galán       | Annulé          | Annulé           | 1er tour (1/64) | R. Bautista-Agut |
| 2021  | 1er tour (1/64)  | Alex de Minaur   | 1er tour (1/64)          | Novak Djokovic           | 2e tour (1/32)  | Alexander Zverev | 1er tour (1/64) | Ilya Ivashka     |

N.B. : à droite du résultat se trouve le nom de l'ultime adversaire.

### En double
| Année | Open d'Australie                                                                          | Open d'Australie                                                                       | Internationaux de France                                                             | Internationaux de France | Wimbledon | Wimbledon                                                                                | US Open                                                                             | US Open |
| ----- | ----------------------------------------------------------------------------------------- | -------------------------------------------------------------------------------------- | ------------------------------------------------------------------------------------ | ------------------------ | --------- | ---------------------------------------------------------------------------------------- | ----------------------------------------------------------------------------------- | ------- |
| 2014  | —                                                                                         | —                                                                                      | —                                                                                    | —                        | —         | —                                                                                        | 1er tour (1/32) Chase Buchanan \|\| style="text-align:left;" \| Mate Pavić André Sá |         |
| 2018  | —                                                                                         | —                                                                                      | 1er tour (1/32) Scott Lipsky \|\| style="text-align:left;" \| B. Bonzi G. Jacq       | —                        | —         | 1/4 de finale Austin Krajicek \|\| style="text-align:left;" \| Łukasz Kubot Marcelo Melo |                                                                                     |         |
| 2019  | 1er tour (1/32) M. McDonald \|\| style="text-align:left;" \| Jérémy Chardy Fabrice Martin | —                                                                                      | —                                                                                    | —                        | —         | 1er tour (1/32) Nicholas Monroe \|\| style="text-align:left;" \| Radu Albot Malek Jaziri |                                                                                     |         |
| 2020  | 2e tour (1/16) J. Withrow \|\| style="text-align:left;" \| Rajeev Ram Joe Salisbury       | 1er tour (1/32) M. McDonald \|\| style="text-align:left;" \| M. Fucsovics C. Norrie    | Annulé                                                                               | Annulé                   | —         | —                                                                                        |                                                                                     |         |
| 2021  | 2e tour (1/16) D. Köpfer \|\| style="text-align:left;" \| M. Daniell P. Oswald            | 2e tour (1/16) A. Krajicek \|\| style="text-align:left;" \| Sander Gillé Joran Vliegen | 1er tour (1/32) A. Krajicek \|\| style="text-align:left;" \| Lloyd Harris A. Popyrin | —                        | —         |                                                                                          |                                                                                     |         |

N.B. : le nom du partenaire se trouve sous le résultat ; le nom des ultimes adversaires se trouve à droite.

### En double mixte
| Année | Open d'Australie | Open d'Australie | Internationaux de France | Internationaux de France | Wimbledon | Wimbledon | US Open                                                                               | US Open |
| ----- | ---------------- | ---------------- | ------------------------ | ------------------------ | --------- | --------- | ------------------------------------------------------------------------------------- | ------- |
| 2017  | —                | —                | —                        | —                        | —         | —         | 1er tour (1/16) Kristie Ahn \|\| style="text-align:left;" \| M. J. Martínez N. Monroe |         |

N.B. : le nom de la partenaire se trouve sous le résultat ; le nom des ultimes adversaires se trouve à droite.

## Parcours dans lesMasters 1000
| Année | Indian Wells               | Miami              | Monte-Carlo               | Madrid                 | Rome               | Canada | Cincinnati                | Shanghai | Paris                  |
| ----- | -------------------------- | ------------------ | ------------------------- | ---------------------- | ------------------ | ------ | ------------------------- | -------- | ---------------------- |
| 2018  | 2e tour D. Ferrer          | 1er tour G. García | 1er tour P. Kohlschreiber | 1er tour D. Shapovalov | —                  | —      | —                         | —        | —                      |
| 2019  | 1er tour A. Mannarino      | 1er tour A. Bublik | —                         | —                      | —                  | —      | —                         | —        | —                      |
| 2020  | n.o.                       | n.o.               | n.o.                      | n.o.                   | 1er tour S. Caruso | n.o.   | 1/8 de finale N. Djokovic | n.o.     | 1er tour P.-H. Herbert |
| 2021  | 2e tour C. Norrie          | 2e tour A. Rublev  | —                         | —                      | —                  | —      | —                         | n.o.     | —                      |
| 2022  | 1er tour van de Zandschulp |                    |                           |                        |                    |        |                           |          |                        |

N.B. : sous le résultat se trouve le nom de l’ultime adversaire.

## Victoires sur le top 10
Toutes ses victoires sur des joueurs classés dans le top 10 de l'ATP lors de la rencontre.
| Légende      |
| Grand Chelem |
| Masters 1000 |
| 500 Series   |
| 250 Series   |
| Coupe Davis  |

| # | T.S.   | Tournoi          | Année | Surface | Adversaire         | Rang  | Tour | Score                     |
| - | ------ | ---------------- | ----- | ------- | ------------------ | ----- | ---- | ------------------------- |
| 1 | no 97  | Open d'Australie | 2018  | Dur     | Stanislas Wawrinka | no 8  | 1/32 | 6-2, 6-1, 6-4             |
| 2 | no 97  | Open d'Australie | 2018  | Dur     | Dominic Thiem      | no 5  | 1/8  | 6-2, 4-6, 7-64, 67-7, 6-3 |
| 3 | no 94  | Wimbledon        | 2019  | Gazon   | Fabio Fognini      | no 10 | 1/16 | 6-3, 7-612, 6-3           |
| 4 | no 100 | Open d'Australie | 2020  | Dur     | Matteo Berrettini  | no 8  | 1/32 | 7-67, 6-4, 4-6, 2-6, 7-5  |

## Classements ATP en fin de saison
| Année          | 2008 | 2009 | 2010 | 2011 | 2012 | 2013 | 2014 | 2015 | 2016 | 2017 | 2018 | 2019 | 2020 |
| Rang en simple | 1659 | 987  | 1373 | 538  | 234  | 187  | 648  | 258  | 193  | 96   | 61   | 68   | 49   |
| Rang en double | -    | -    | 893  | 651  | 163  | 133  | 318  | 195  | 350  | 434  | 161  | 261  | 229  |

Source : (en) Classements de Tennys Sandgren sur le site officiel de la Fédération internationale de tennis